# ボニー (オランウータン)
ボニー（Bonnie, 1976年12月29日 - ）はワシントンD.C.のスミソニアン国立動物園に住むメスのオランウータンである。ボルネオオランウータンとスマトラオランウータンの混血。
1976年、アルバカーキのリオグランデ動物園で生まれ、1980年にスミソニアン国立動物園に移った。1987年には最初の子、キコ（オス）を産んだ。
当初から高い知的能力を示し、1988年には囲いから逃走したこともある。このときは飼育係がバナナを並べて誘導、囲いに戻された。また1994年にオランウータンの居住棟と展示棟を高所に張った鋼索で結ぶ「O Line」が導入された際にも、最初に利用したのはボニーであった。
しかしボニーの能力で最もよく知られているのは口笛である。この能力は、ボニーが飼育係の口笛を真似て自発的に習得したもので、もともとオランウータンに口笛を吹く習性はないことを考えると、ボニーの事例は重要である。霊長類が本来その種の習性にない音声を習得した例がないわけではないが、そうした事例は綿密な訓練を施した結果であり、新たな音声を自発的に習得したボニーの事例とは性質が異なる。またボニーは褒美として餌が与えられることを期待して口笛を吹いているのではなく、単に自らの楽しみのために吹いているように見える点でも注目されている。ボニーの事例については、Serge Wichらが『Primates』誌で報告している。